# Caminha
Caminha és un municipi portuguès, al districte de Viana do Castelo, a la regió del Nord i a la subregió de Minho-Lima. L'any 2001 tenia 17.069 habitants. Limita a nord-est amb Vila Nova de Cerveira, a l'oest amb Ponte de Lima, al sud amb Viana do Castelo, al nord amb Galícia i a l'oest amb l'oceà Atlàntic. Conté diverses freguesies: Âncora, Arga de Baixo, Arga de Cima, Arga de San Juan, Argela, Azevedo, Caminha-Matriz, Cristelo, Dem, Gondar, Lanhelas, Moledo, Orbacém, Riba de Âncora, Seixas, Venade, Vila Praia de Âncora, Vilar de Mouros, Vilarelho, abans de 1891 Caminha-Vilarelho, i Vile.
Aquesta antiga ciutat-fortalesa que s'alça a la vora del Miño fou habitada per celtes i romans per la seva posició estratègica. Va anar creixent com un important port fins que el seu comerç es va desviar a Viana do Castelo al segle xvi. Actualment és un petit port amb un transbordador que l'uneix diàriament a A Guarda, Galícia.

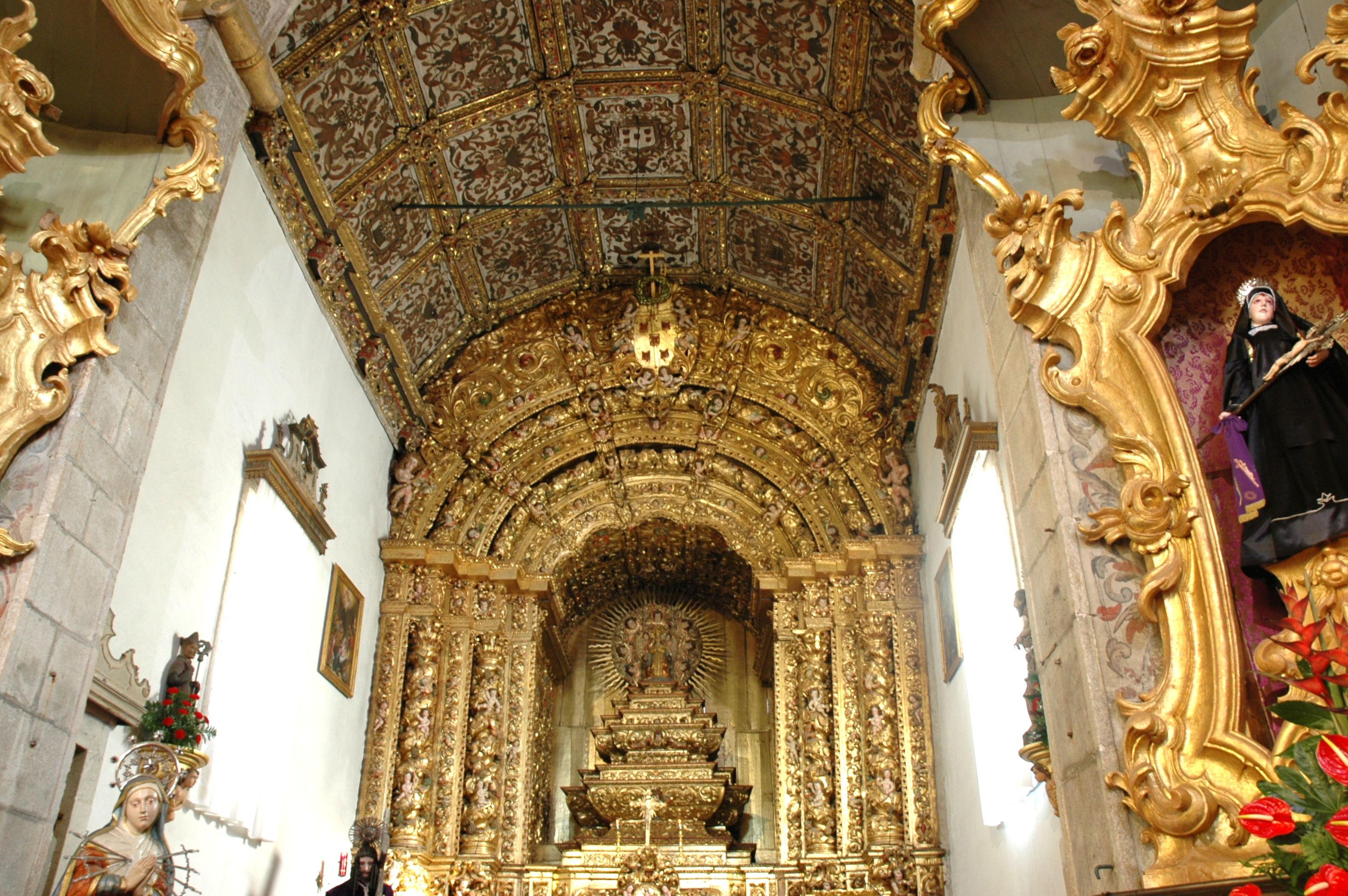
Interior de l'església de la misericòrdia

A nivell monumental destaquen la Torre del rellotge (Torre do Relógio), a la plaça major, del segle xv, antiga entrada a les muralles defensives medievals; els Paços do Concelho, del segle xvii, amb una atractiva lògia suportada per pilars; al costat, l'església de la Misericòrdia; el solar dos Pitas, del segle xv, a l'altre costat de la plaça, passada la font renaixentista, on hi ha les set finestres manuelines del pis superior; i l'església parroquial (Igreja Matriz), del segle xv, de transició del Gòtic al Renaixement.

## Població
| Població del concelho de Caminha (1801 – 2004) | Població del concelho de Caminha (1801 – 2004) | Població del concelho de Caminha (1801 – 2004) | Població del concelho de Caminha (1801 – 2004) | Població del concelho de Caminha (1801 – 2004) | Població del concelho de Caminha (1801 – 2004) | Població del concelho de Caminha (1801 – 2004) | Població del concelho de Caminha (1801 – 2004) | Població del concelho de Caminha (1801 – 2004) |
| ---------------------------------------------- | ---------------------------------------------- | ---------------------------------------------- | ---------------------------------------------- | ---------------------------------------------- | ---------------------------------------------- | ---------------------------------------------- | ---------------------------------------------- | ---------------------------------------------- |
| 1801                                           | 1849                                           | 1900                                           | 1930                                           | 1960                                           | 1981                                           | 1991                                           | 2001                                           | 2004                                           |
| 9251                                           | 12167                                          | 15288                                          | 15810                                          | 16688                                          | 15883                                          | 16207                                          | 17069                                          | 16926                                          |